# Fulakora mystriops
Fulakora mystriops es una especie de hormiga del género Fulakora, familia Formicidae. Fue descrita científicamente por Brown en 1960.
Se distribuye por Brasil, Costa Rica, Guayana Francesa, Guatemala, Guyana, Honduras, Nicaragua y Panamá. Se ha encontrado a elevaciones de hasta 1140 metros. Vive en microhábitats como la hojarasca y madera podrida.